# 1027º Reggimento artiglieria missilistica contraerei
Il 1027º Reggimento artiglieria missilistica contraerei (in ucraino 1027-й зенітний ракетно-артилерійський полк?, 1027-j zenitnyj raketno-artylerijs'kyj polk) è un'unità di artiglieria contraerea direttamente subordinata al comando delle Forze terrestri ucraine con base a Kiev.

## Storia
Il reggimento è stato costituito il 15 marzo 2025 sulla base del battaglione di artiglieria missilistica contraerei della 101ª Brigata per la protezione dello stato maggiore. Secondo i dati rilasciati durante l'annuncio della sua costituzione, i reparti del reggimento hanno abbattuto 323 bersagli aerei, fra cui 3 aerei d'attacco Su-25, un elicottero Ka-52 e 36 missili da crociera. L'unità è stata assegnata al 12º Corpo d'armata, responsabile per la difesa della capitale ucraina.

## Struttura
- Comando di reggimento[4]
- 1º Battaglione artiglieria missilistica contraerei
- 2º Battaglione artiglieria missilistica contraerei
- 3º Battaglione artiglieria missilistica contraerei
- Battaglione acquisizione obiettivi
- Compagnia genio
- Compagnia manutenzione
- Compagnia logistica